# UFC 162
UFC 162: Silva vs Weidman — событие организации смешанных боевых искусств Ultimate Fighting Championship, которое прошло 6 июля 2013 года в спортивном комплексе MGM Grand Garden Arena в американском городе Лас-Вегас.

## Положение до турнира
Главным событием вечера стал поединок за звание чемпиона UFC в среднем весе между действующим чемпионом Андерсоном Силвой и главным претендентом Крисом Вайдманом.
Ожидалось, что в одном из главных боёв вечера сойдутся два главных претендента в полулёгком весе — Рикардо Ламас и Чен Сун Юнг. Однако 14 июня было объявлено, что Юнг выбывает из поединка против Ламаса, чтобы заменить травмированного Энтони Петтиса в бою с Жозе Алду на UFC 163. В итоге Ламасу тоже пришлось выбыть из турнира, а освободившееся место в основных боях занял поединок в среднем весе между Марком Муньосом и Тимом Боучем.
Ранее предполагалось, что в рамках турнира состоится бой между Тиагу Силвой и Рафаэлом Кавалканти, но позже его перенесли на UFC on Fuel TV: Nogueira vs. Werdum. Эдсон Барбоза должен был встретиться с Джоном Макдесси, но по причине травмы Макдесси был вынужден сняться с боя и его заменил Рафаэлу Оливейра. Дейв Херман должен был драться с Шейном дель Росарио, однако дель Росарио получил травму и вынужден был сняться, а соперником Хермана стал Габриэл Гонзага.

## Результаты
| Категория                      |                 |      |                    | Способ                                     | Раунд | Время |
| Основные бои                   |                 |      |                    |                                            |       |       |
| Средний веc                    | Крис Вайдман    | поб. | Андерсон Силва (ч) | Нокаут (удары)                             | 2     | 1:18  |
| Полулёгкий веc                 | Фрэнки Эдгар    | поб. | Шарлис Оливейра    | Единогласное решение (30-27, 29-28, 30-27) | 3     | 5:00  |
| Средний веc                    | Тим Кеннеди     | поб. | Рожер Грейси       | Единогласное решение (30-27, 30-27, 29-28) | 3     | 5:00  |
| Средний веc                    | Марк Муньос     | поб. | Тим Боуч           | Единогласное решение (30-26, 30-27, 29-28) | 3     | 5:00  |
| Полулёгкий вес                 | Каб Свонсон     | поб. | Деннис Зифер       | Технический нокаут (удары)                 | 3     | 2:24  |
| Предварительные бои (FX)       |                 |      |                    |                                            |       |       |
| Средний веc                    | Эндрю Крейг     | поб. | Крис Лебен         | Раздельное решение (29-28, 28-29, 30-27)   | 3     | 5:00  |
| Лёгкий вес                     | Норман Парк     | поб. | Кадзуки Токутоме   | Единогласное решение (30-27, 30-27, 29-28) | 3     | 5:00  |
| Тяжёлый вес                    | Габриэл Гонзага | поб. | Дейв Херман        | Нокаут (удары)                             | 1     | 0:17  |
| Лёгкий вес                     | Эдсон Барбоза   | поб. | Рафаэлу Оливейра   | Технический нокаут (удары ногами)          | 2     | 1:44  |
| Предварительные бои (Facebook) |                 |      |                    |                                            |       |       |
| Полусредний вес                | Брайан Меланкон | поб. | Сет Бачинский      | Нокаут (удары)                             | 1     | 4:59  |
| Полусредний вес                | Майк Пирс       | поб. | Дэвид Митчелл      | Технический нокаут (удары)                 | 2     | 2:55  |

## Награды
Следующие бойцы получили бонусные выплаты в размере $50 000:
- Лучший бой вечера: Фрэнки Эдгар против Шарлеса Оливейры и Каб Суонсон против Денниса Зифера

- Лучший нокаут вечера: Крис Вайдман

- Удушающий/болевой приём вечера: не присуждено из-за отсутствия побед сдачей

## Выплаты
Ниже приводятся суммы официальных выплат, опубликованные Атлетической Комиссией штата Невада. Они не включают спонсорских денег, прибыли за продажу платных трансляций и призовых за награды.
- Крис Вайдман: $48 000 (включая бонус за победу $24 000) поб. Андерсона Силву ($600 000)
- Фрэнки Эдгар: $240 000 (включая бонус за победу $120 000) поб. Шарлеса Оливейру ($21 000)
- Тим Кеннеди: $90 000 (включая бонус за победу $30 000) поб. Рожера Грейси ($50 000)
- Марк Муньос: $84 000 (включая бонус за победу $42 000) поб. Тима Боуча ($37 000)
- Каб Суонсон: $58 000 (включая бонус за победу $29 000) поб. Денниса Зифера ($33 000)
- Эндрю Крейг: $24 000 (включая бонус за победу $12 000) поб. Криса Лебена ($51 000)
- Норман Парк: $30 000 (включая бонус за победу $15 000) поб. Кадзуки Токутоме ($8 000)
- Габриэл Гонзага: $58 000 (включая бонус за победу $29 000) поб. Дейва Хермана ($23 000)
- Эдсон Барбоза: $46 000 (включая бонус за победу $23 000) поб. Рафаэллу Оливейру ($14 000)
- Брайан Меланкон: $16 000 (включая бонус за победу $8 000) поб. Сета Бачинского ($16 000)
- Майк Пирс: $56 000 (включая бонус за победу $28 000) поб. Дэвида Митчелла ($10 000)